# Burg Ronneburg (Lettland)
Die Burg Ronneburg (lettisch Raunas viduslaiku pils) ist die Ruine einer Höhenburg im Dorf Rauna (deutschbaltisch Ronneburg) in Bezirk Smiltene, Lettland. Die Burg war Residenz der Bischöfe von Riga im südöstlichen, sogenannten lettischen Teil des Erzbistums, während Burg Lemsal Residenz im sogenannten livischen, nordwestlichen, Teil des Erzbistums war.

## Geschichte

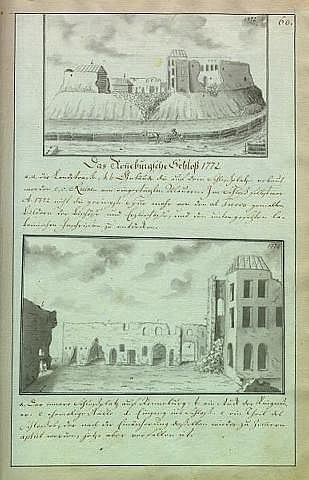
Die Ruinen 1772, Johann Christoph Brotze

Im Zusammenhang mit der Errichtung des Rigaer Erzbistums durch den Papst 1251 und der Ankunft von Albert Suerbeer als Erzbischof im Jahr 1253 begann der Bau von drei Verwaltungszentren des Bistums, darunter Ronneburg, das an der wichtigen Handelsstraße nach Pleskau lag. Vermutlich wurde die Burg in den Wintermonaten 1262 von Erzbischof Suerbeer erbaut. Nach anderer Meinung begann erst der nächste Erzbischof Johannes von Lune mit dem Bau, da Inschriften an der Burg belegen, dass Bauarbeiten während seiner Regierungszeit als Johannes I. in den Jahren 1273 bis 1284 durchgeführt wurden.
Erstmals urkundlich erwähnt wurde Burg Ronneburg in einem Brief von Erzbischof Johann IV. von Zinten vom 9. Dezember 1381 als „Castro Nostro Ronneborgh“. Nach Meinung von Armin Tuulse wurde die Burg Mitte des 14. Jahrhunderts erbaut. Der Name der Burg leitet sich möglicherweise vom Bach Raunais her.
Von 1405 bis 1418 wurden das Erzbistum zusammen mit Ronneburg verpfändet. Im Jahr 1418 erhielten die Erzbischöfe die mittlerweile vernachlässigten Schlösser zurück und verlagerten den Sitz des Bistums nach Ronneburg. Im Jahr 1479 wurde die Burg erneut vom Livländischen Orden erobert.
In den Jahren 1448 bis 1479 lebte Erzbischof Silvester Stodewescher auf Ronneburg. Während des sogenannten „Pfaffen-Kriegs“ drangen Truppen von Ordensmeister Bernd von der Borch Anfang 1479 in die Erzdiözese ein und eroberten innerhalb von zwei Wochen „ohne ein Schwert oder einen Gewehrschuss zu treffen“ mehrere Burgen, darunter Treyden, Lemsal, Ronneburg und Smilten.

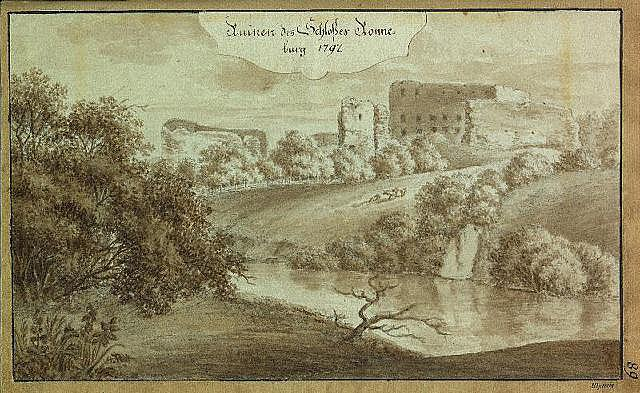
Ansicht der Ruinen im Jahr 1797, von Ernst Marcus Ulprecht, Johann Christoph Brotze

Burg Ronneburg verfügte über eine der ersten Bibliotheken in Lettland, da der Erzbischof Bestände in den Burgen Kokenhusen und Ronneburg sammelte.
Im 15. und 16. Jahrhunderts, besonders unter Erzbischof Jasper Linde, wurde die Ronneburg durch große, gegen Feuerwaffen bestimmte Rundtürme verstärkt. Während des Livländischen Kriegs stand die Burg zunächst 1556 unter Besatzung des Deutschen Ordens, dann von 1577 bis 1582 unter Besatzung von russischen Truppen. Nachdem die Burg schließlich Besitz von Polen-Litauen wurde, verlor sie gegenüber der Burg Wenden an Bedeutung. Im Zweiten Nordischen Krieg zwischen Polen, Schweden und Litauen wurde die Burg weitreichend zerstört. Die neuen schwedischen Herren verfügten nicht über die notwendigen finanziellen Mittel, um die Burg wieder aufzubauen, und nutzten Teile der Burg als Ställe. 1683 befahl der schwedische König Karl XI. einen Großteil der Festungsbauwerke (inkl. der Vorburgtürme) der Burg abzureißen; lediglich das Hauptgebäude der Burg blieb erhalten, da dort eine schwedische Adelsfamilie residierte.
Durch den Großen Nordischen Krieg wurde Livland 1721 Teil des Russischen Reiches, womit Ronneburg jede strategische Bedeutung verlor. Ein Großteil des verbliebenen Mauerwerks wurde von der Bevölkerung als Baumaterial verwendet, so dass vom äußeren Ring aus Mauern und Türmen fast nichts mehr übrig blieb.

## Architektur

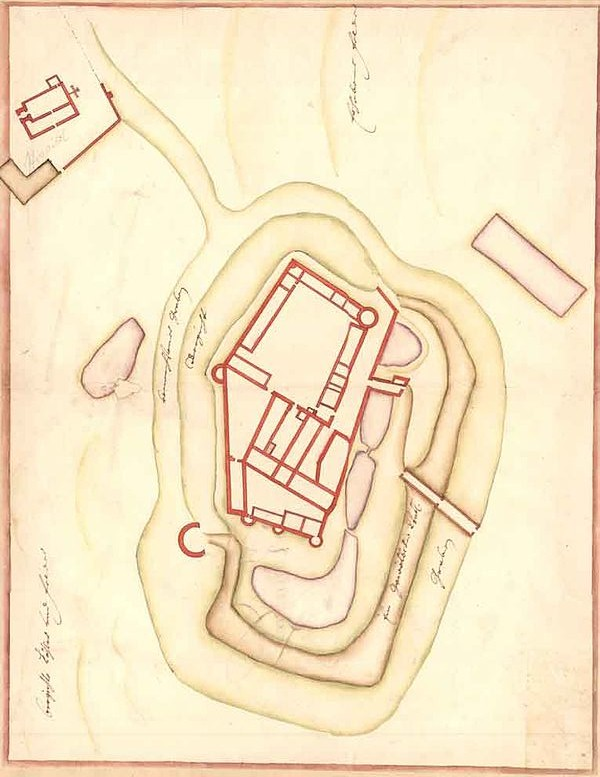
Burgplan aus dem 17. Jahrhundert (Quelle: Schwedisches Militärarchiv)

Die Burg befindet sich oberhalb des Raune-Tals auf dem westlichen Ende eines hohen Bergrückens, der in Nord-, West- und Südrichtung durch abfallende Hänge begrenzt wird. Auf der Süd- und Ostseite der Burg wurden ein Wassergraben und mehrere Teiche angelegt, um die Burg vom Bergrücken her abzusichern. Diese wurden vermutlich von der Raune über ein weiteres Grabensystem nordwestlich und nordöstlich der Burg gespeist. Ob die gesamte Burganlage von einem Wassergraben umgeben war ist nicht vollständig geklärt, zumindest ist die Quellenlage hierzu widersprüchlich.

### Erste Bauphase
Das Herz der Anlage bildet ein U-förmiges Konventhaus mit einem langen und schmalen Innenhof, das in der ersten Bauphase errichtet wurde. Es besteht aus drei Gebäudeflügeln, die an der Nordostseite durch eine Mauer mit integriertem Burgtor verbunden sind und zusammen ein 47,5 m langes und 35,7 m breites Rechteck bilden. Ost- und Südflügel besitzen eine lichte Breite von 9 m, der Westflügel ist mit ca. 8,2 m etwas schmäler. Die Außenmauern des Konventhauses waren etwa 1,8 m dick. Oberhalb des Tores war, ähnlich Burg Arensburg in Kuressaare, ein Fallgitter angebracht. In der Nordwestecke des Westflügels erhob sich ein rechteckiger Turm. Zu äußeren Verteidigungsanlagen zu dieser Zeit ist nichts Näheres bekannt, jedoch sollen bereits zumindest einfache Bauwerke, wie Gräben und Wälle existiert haben.
Im Erdgeschoss befanden sich Wirtschafts- und Lagerräume sowie eine Küche; es existierte außerdem ein Kellergeschoss mit Neben- und Lagerräumen. Die Haupträume befanden sich im ersten Obergeschoss des Konventhauses, das im Grunde wie ein Kloster aufgebaut war. Am nördlichen Ende des östlichen Gebäudes wurde, gemäß kirchlicher Tradition, zuerst eine zweijochige Kapelle eingerichtet. Gleich daneben (in westlicher Richtung) lag der Kapitelsaal, der Bildnisse von 24 Bischöfen und Erzbischöfen von Riga und kurzen lateinischen Epigrammen enthielt. Im südlichen Gebäude waren zwei Remter und im Westflügel das Dormitorium (Schlafsaal), sowie vermutlich die Privatgemächer des Erzbischofs untergebracht. Dass Burg Ronneburg als bischöfliche Residenz auch repräsentative Funktionen erfüllen sollte, zeigt sich u. a. an den relativ breiten und kunstvoll mit Kalkstein ausgearbeiteten Fensteröffnungen im Hauptgeschoss. Im Innenhof war an den drei Gebäudeflügeln ein hölzerner Kreuzgang angebaut.
An den heutigen Mauerwerk-Überresten ist gut der schichtweise Wechsel der Baumaterialien erkennbar. Für die Innenmauern, sowie die Innenseite der Außenmauern wurden unbehauene Feldsteine mit Kalkmörtel aufgemauert, während auf der Mauer-Außenseite ab der Mitte des Obergeschosses ein Übergang auf behauene Steinquader sichtbar ist. Oberhalb der Nutz- und Wohnräume (im Dachgeschoss) wurde wiederum eine Mischung aus Feldsteinen und groben Bruchsteinen verwendet. Diese plötzliche Änderung des Baumaterial könnte auf die von S. Turnbull vermutete, nachträgliche Aufstockung der Hauptburg hindeuten. Da hier die Mauerreste von der Außenmauerkante jedoch etwas zurückversetzt sind, wurden außen vermutlich Holzstützpfeiler (oder sogar ein Fachwerk) vorgesetzt, auf denen das eher untypische, zum Innenhof gerichtete Pultdach auflag.

### Zweite Bauphase
Als der Livländische Orden die Burg 1418 an den Erzbischof zurückgab, befand sie sich in einem bedauernswerten und heruntergekommenen Zustand. Aufgrund der wieder zunehmenden Spannungen zwischen Erzbistum und Orden, sowie der großen Bedeutung der Burg wurde in der Folgezeit beträchtlich in die Wiederherstellung der Wehrfähigkeit, sowie den weiteren Ausbau der Burg investiert. So wurden ein mehrteiliger Befestigungsgürtel aus vorgelagerten Verteidigungsanlagen, sowie eine Vorburg angelegt, die im Nordosten direkt an die Hauptburg grenzt und über das Burgtor verbunden ist. Sie war von einer starken Mauer umgeben in deren nordöstlicher Ecke ein runder Wehrturm, der „Lange Kaspar“, errichtet wurde.
Wie aus einem Grundrissplan aus dem 17. Jahrhundert hervorgeht, waren die Vorburg-Mauern an der Innenseite fast vollständig mit Gebäuden zugebaut. Im Erdgeschoss waren Wirtschaftsräume, Getreidelager, Stallungen, Scheunen, Werkstätten, Schmiede, Molkerei etc. eingerichtet, während sich im oberen Stockwerk die Wohnräume der Ritter, Wachen und Bediensteten der Burg befanden. Zur besseren Verteidigung, waren diese Gebäude immer niedriger als die umgebenden Burgmauern und hatten, im Gegensatz zur Hauptburg, gewöhnliche Satteldächer. Das Haupttor der Burganlage befand sich nun im südlichen Teil der östlichen Vorburg-Mauer. Auch von den anderen Seiten wurde die Hauptburg nun von einer starken Verteidigungsmauer umgeben, sodass im Osten, Westen und Süden jeweils ein neuer Vorhof entstand. In diesen wurden im Laufe der Zeit ebenfalls Gebäude errichtet.
Diese letzte Bauphase der Burg zieht sich bis Anfang des 16. Jahrhunderts, als sich mit dem Aufkommen von Kanonen die Anforderungen an die Verteidigungsfähigkeit von Burgen tiefgreifend veränderten. Erzbischof Jaspar Linde (1509 – 1524) ließ in diesem Zusammenhang umfangreiche Baumaßnahmen durchführen, wobei die Burg ihre größte Ausdehnung erreichte. So wurden vier flankierende, halbrunde Wehrtürme (Schalenturm) in die äußere Burgmauer gebaut; einer im Westen neben der Vorburg und drei nebeneinander an der bisher wenig geschützten Südseite. Sie wurden mit Kanonen ausgerüstet und besaßen dafür vorgesehene Schießscharten. Bei 1990 durchgeführten archäologischen Ausgrabungen wurde der westliche Turm mit einem Durchmesser von etwa fünf Metern und einer Mauerstärke von etwa 2,3 m beschrieben, beim Bau wurde Kalkstein verwendet.
Außerdem wurde um die nördliche und östliche Seite der Burg eine vorgelagerte, kleinere Verteidigungsmauer errichtet, die im Norden einen Zwinger bildete. Eine unkonventionelle Lösung war der Hauptzugang zur Burg, der zunächst über eine Brücke führte und dann unterirdisch unter dem äußeren östlichen Mauerring verlief. Auch außerhalb der Burganlage wurden im Süden, Osten und Norden weitere Verteidigungswälle und Wassergräben errichtet, die zum Teil auch heute noch zu erkennen sind.
Erzbischof Jaspar Lindes Bautätigkeiten beschränkten sich aber nicht nur auf die Verteidigungsanlagen, auch im Inneren der Burg wurden zahlreiche Maßnahmen durchgeführt. Statt den zuvor schlichten Holzdecken, wurden in die wichtigen Räume der Hauptburg reich profilierte Gewölberippen aus Backstein eingefügt, die, mit Ausnahme des Kapitelsaals, als Kreuzgewölbe aufgebaut waren. Dieser erhielt aufgrund seiner Eigenschaft als Hauptrepräsentationsraum ein aufwändiges Sterngewölbe. Die bisher eingeschossige, hölzerne Galerie im Innenhof wurde durch einen zweistöckigen, gemauerten Kreuzgang mit Kreuzgewölbe, Querstreben und Sandsteinverzierungen ersetzt.
Bei den Arbeiten der letzten Bauperiode wurden in der Hauptburg häufig sowohl gewöhnliche als auch speziell geformte Ziegel verwendet; das Gebäude wurde mit Dachziegeln aus gebranntem Ton gedeckt.

## Heutiger Zustand
Große Mauerteile der inneren Burg sind erhalten geblieben, der eckige Turm der Hauptburg erhielt eine hölzerne Dachkonstruktion und dient als Aussichtsplattform. Von der Vorburg sind nur kleine steinerne Relikte erkennbar. Vom „langen Kaspar“ ist ein runder Unterbau mit Durchmesser von 7 m erhalten.